# Église Saint-Jean-Bosco de Paris
Pour les articles homonymes, voir Église Saint-Jean-Bosco.
L'église Saint-Jean-Bosco est une église catholique de style Art déco, située dans le 20e arrondissement de Paris. Elle a été construite de 1933 à 1938. Elle est placée sous le vocable de saint Jean Bosco (1815-1880), fondateur des Salésiens de Don Bosco.

## Situation
L'église est située au no 79 de la rue Alexandre-Dumas dans le 20e arrondissement de Paris.

## Historique
C'est sous l'impulsion et la ténacité du Père Siméoni que l'architecte roumain Dumitru Rotter (1878-1937) et son fils René réalisèrent cette l'église. Ils s'inspirèrent d'Auguste Perret qui avait dessiné l'église Notre-Dame du Raincy.
La bénédiction de la première pierre par le cardinal Verdier a eu lieu le 10 décembre 1933. Celle de l'église achevée, le 10 octobre 1937.
Elle est considérée comme une des églises des plus réussies et des plus homogènes de celles construites dans les années 1930, grâce à l'Œuvre des Chantiers du Cardinal. Le 5 avril 2025 une cinquantaine de donateurs et amis de cette association se sont d'ailleurs réunis au cœur de l'église pour découvrir son histoire, ses décors et ornements, pour constater aussi qu'il restait des travaux à engager.

## Aspects religieux
La fondation de la paroisse date du 20 février 1938.
L'église, vouée au fondateur des Salésiens, est animée par la communauté de cette congrégation.

## Description

### Architecture
Le clocher mesure 53 mètres de hauteur.
L'église comporte une crypte consacrée à sainte Anne. Elle est désormais transformée en salle d'accueil paroissiale.

### Décoration
L'ornementation est due à l'atelier Mauméjean. Cet atelier a réalisé les autels et la chaire en onyx.
On peut y voir des vitraux de Jean Gaudin et d'Antoine Bessac, des sculptures de Georges Serraz et d'Yvonne Parvillée, des ferronneries de Raymond Subes, des mosaïques (le cardinal Verdier est représenté dans l'une d'elles).
La grille du baptistère est de Kiss avec des céramiques de Marjolaine Lanel.
Dans le chœur derrière l'autel, un retable lumineux représente en relief le Christ en croix entouré de la Vierge Marie et de saint Jean l'apôtre. Il a été réalisé par les Ateliers Mauméjean en vitrail, mosaïque et cabochons de verre.
Sur la voûte du chœur une mosaïque représente le Saint-Esprit enveloppant le Père et le Fils. Le tout étant entouré par les signes du zodiaque.
La voûte de la nef est recouverte de mosaïques représentant les litanies de la Sainte Vierge (Tour d'ivoire, Vase d'or, etc.).

### Vitraux
Dans la jolie nef, côté nord, les vitraux des collatéraux représentent le Curé d'Ars, saint Denis, sainte Jeanne d'Arc, saint François de Sales, Notre-Dame de Lourdes, et le Sacré-Cœur. Les vitraux de la galerie représentent les apôtres saint Barthélémy, saint Jacques le Majeur, saint Thomas, saint André, saint Jean et saint Pierre.
Côté sud, les vitraux des collatéraux représentent Saint Louis, sainte Geneviève, saint Michel, saint Vincent de Paul, Notre-Dame de la Salette et saint Joseph. Les vitraux de la galerie représentent les apôtres saint Simon, saint Jacques le Mineur, saint Philippe, saint Jude, saint Matthieu et saint Paul.

### Instruments
L'orgue de la maison Gloton, reconstruit par Bernard Dargassies, comporte 45 jeux.
Les 28 cloches du carillon du clocher sont de la fonderie Paccard.

## Galerie

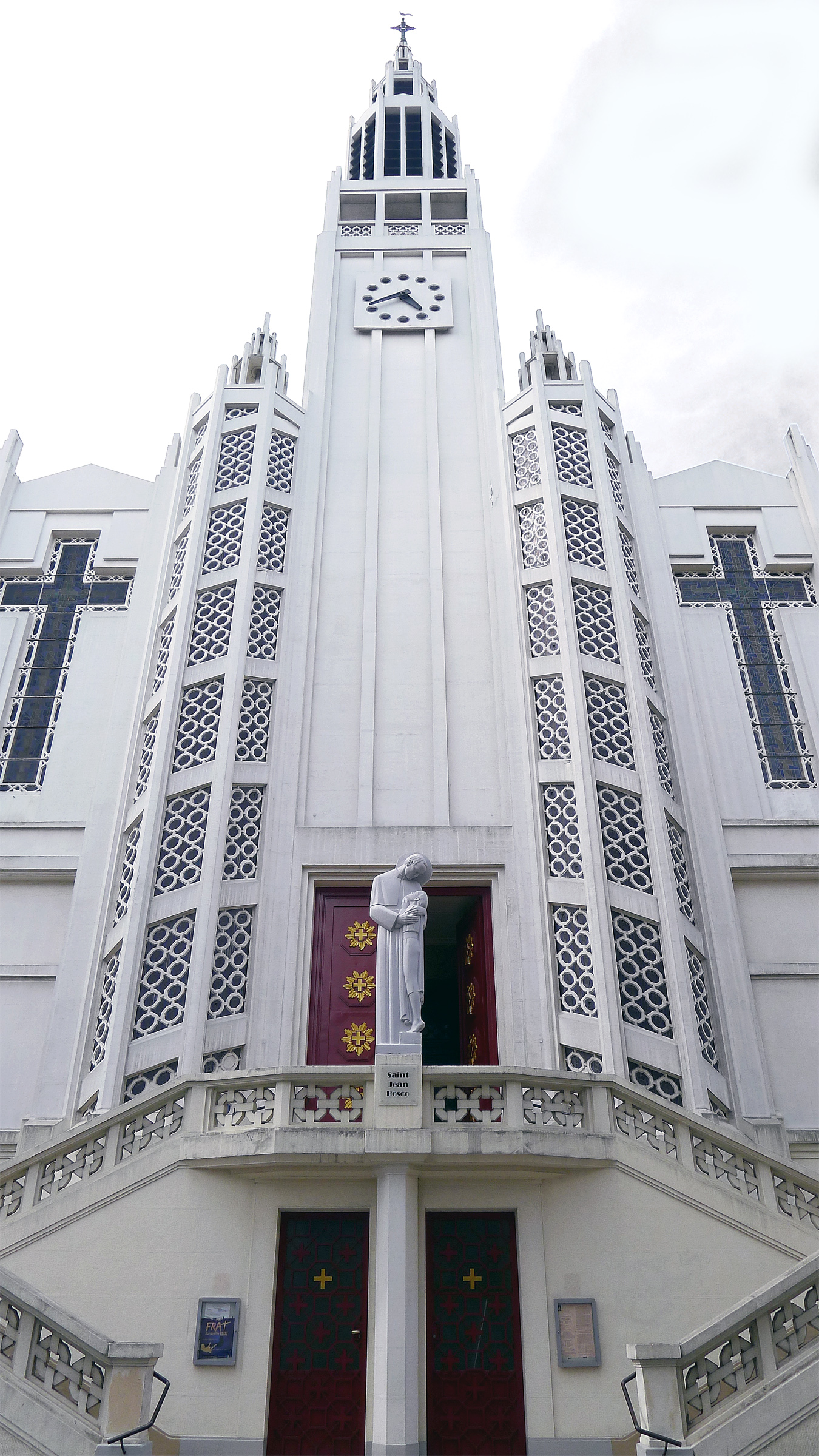
Un clocher de 53 m.
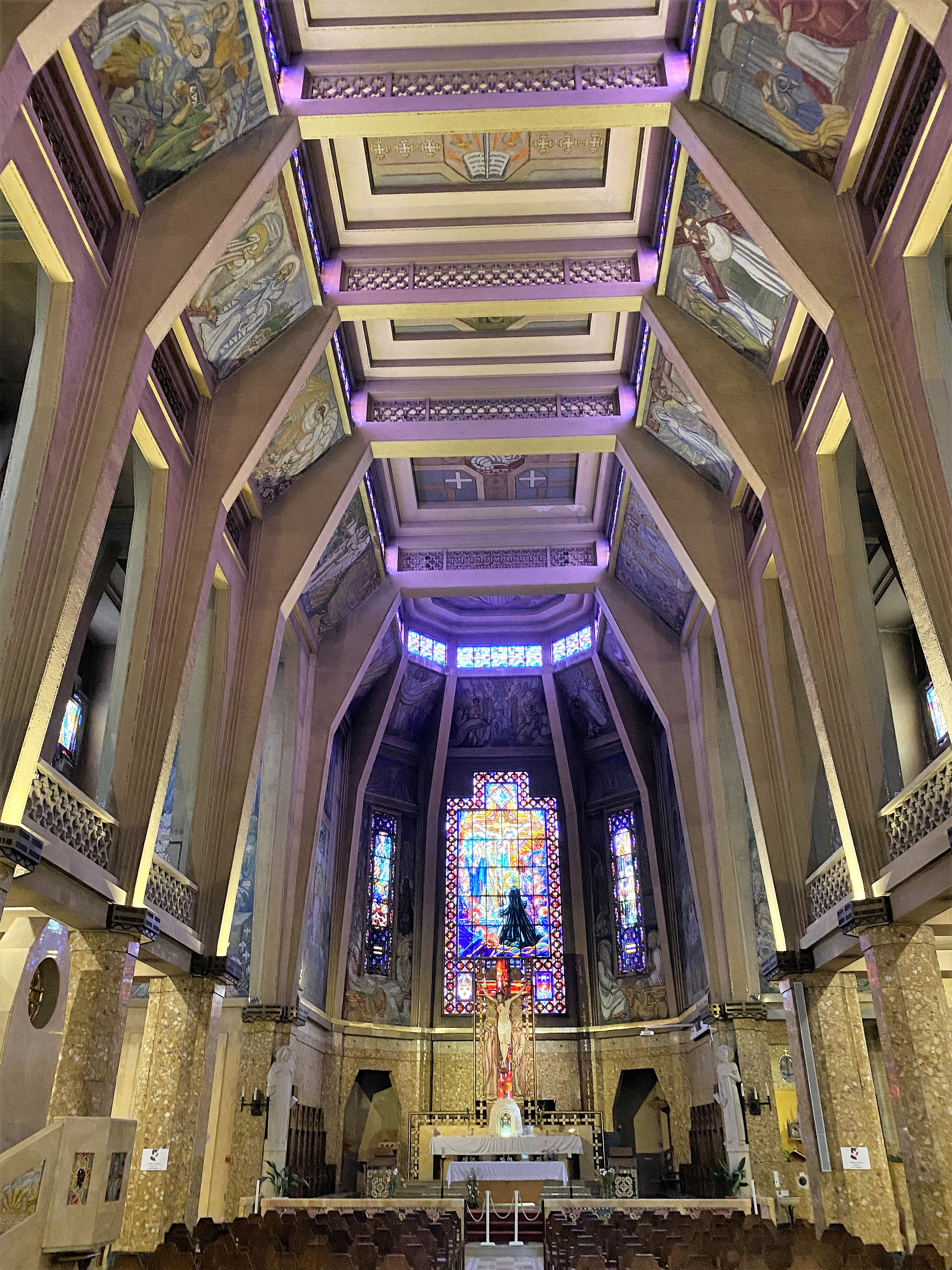
La nef vers le Chœur.
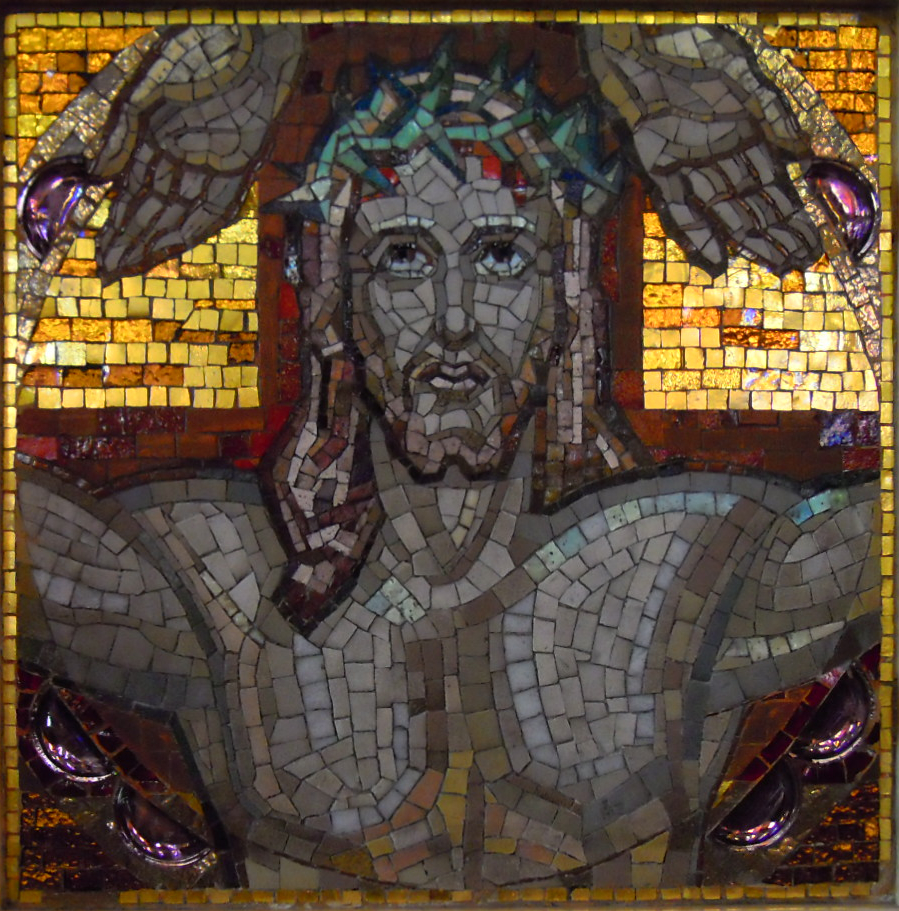
Mosaïque.
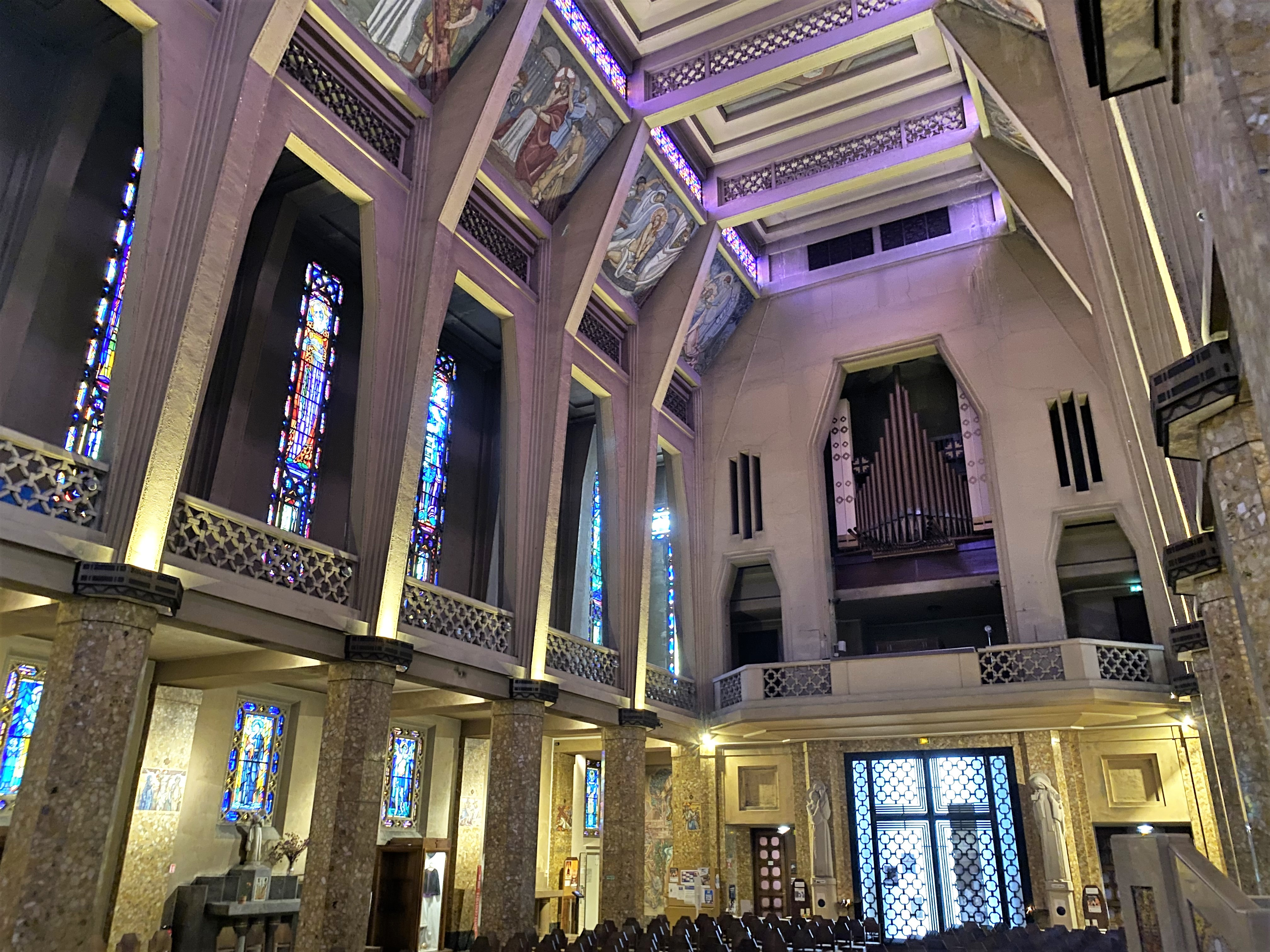
La nef vers l'orgue.
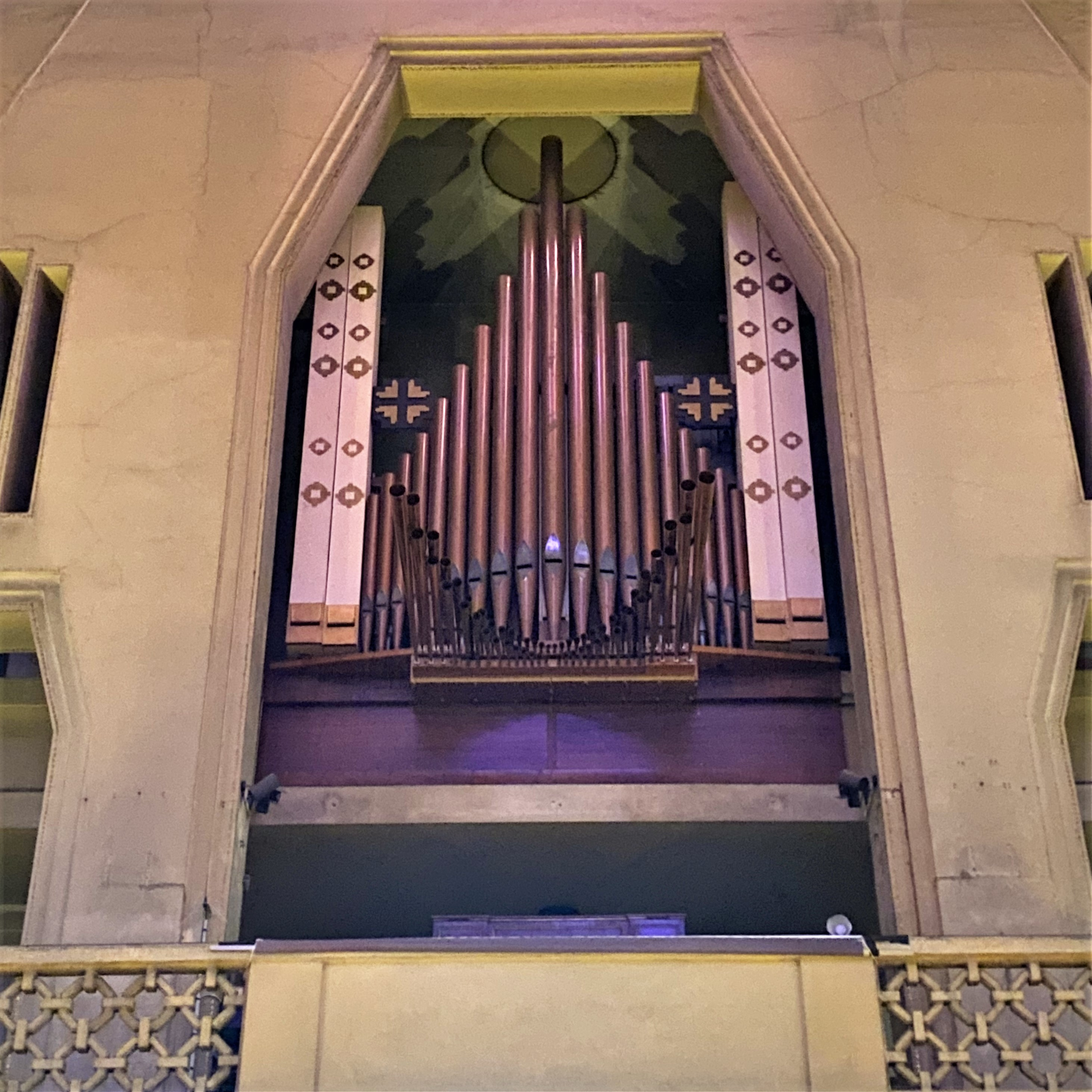
Orgue de tribune.
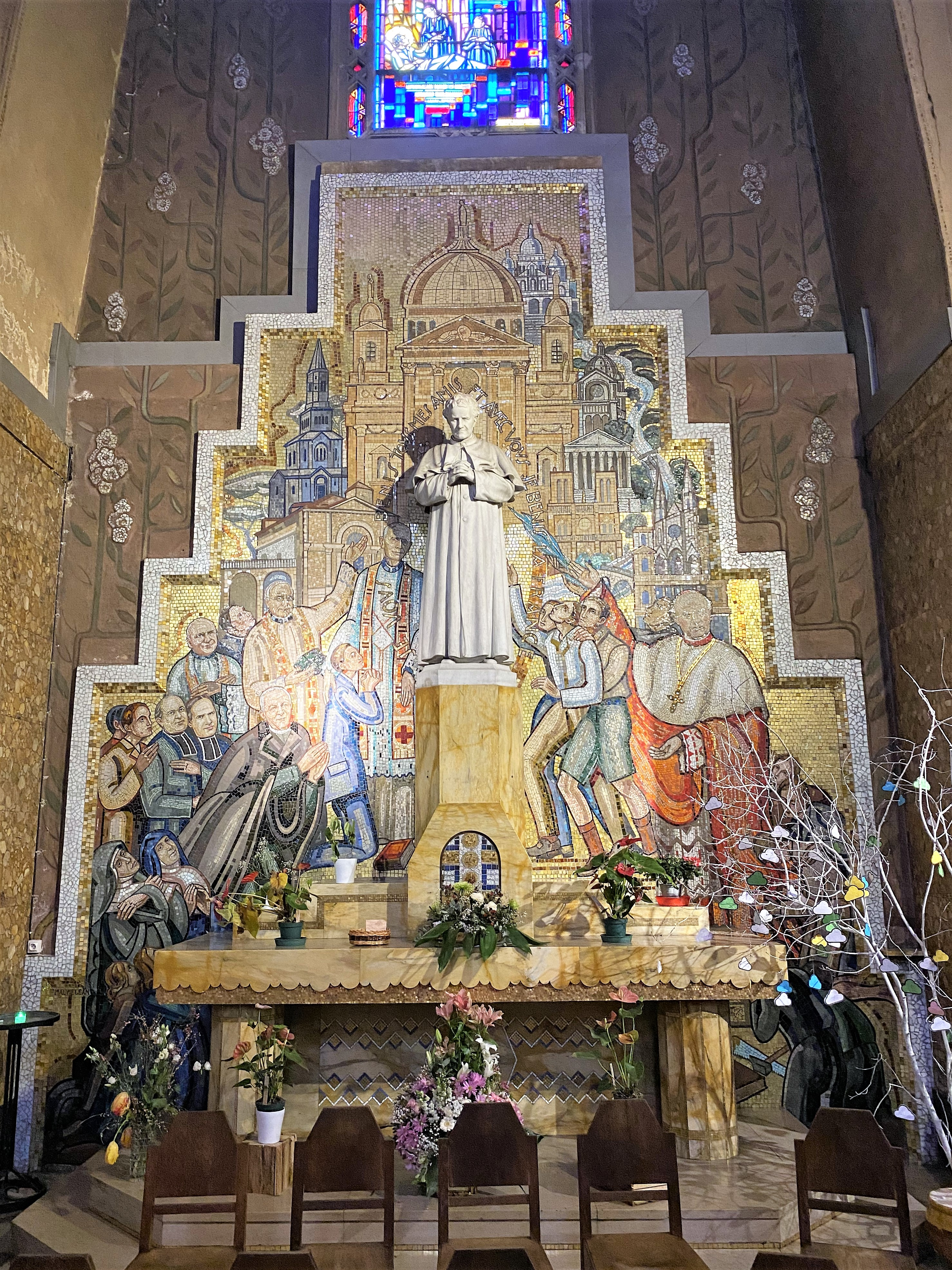
Statue de saint Jean Bosco.
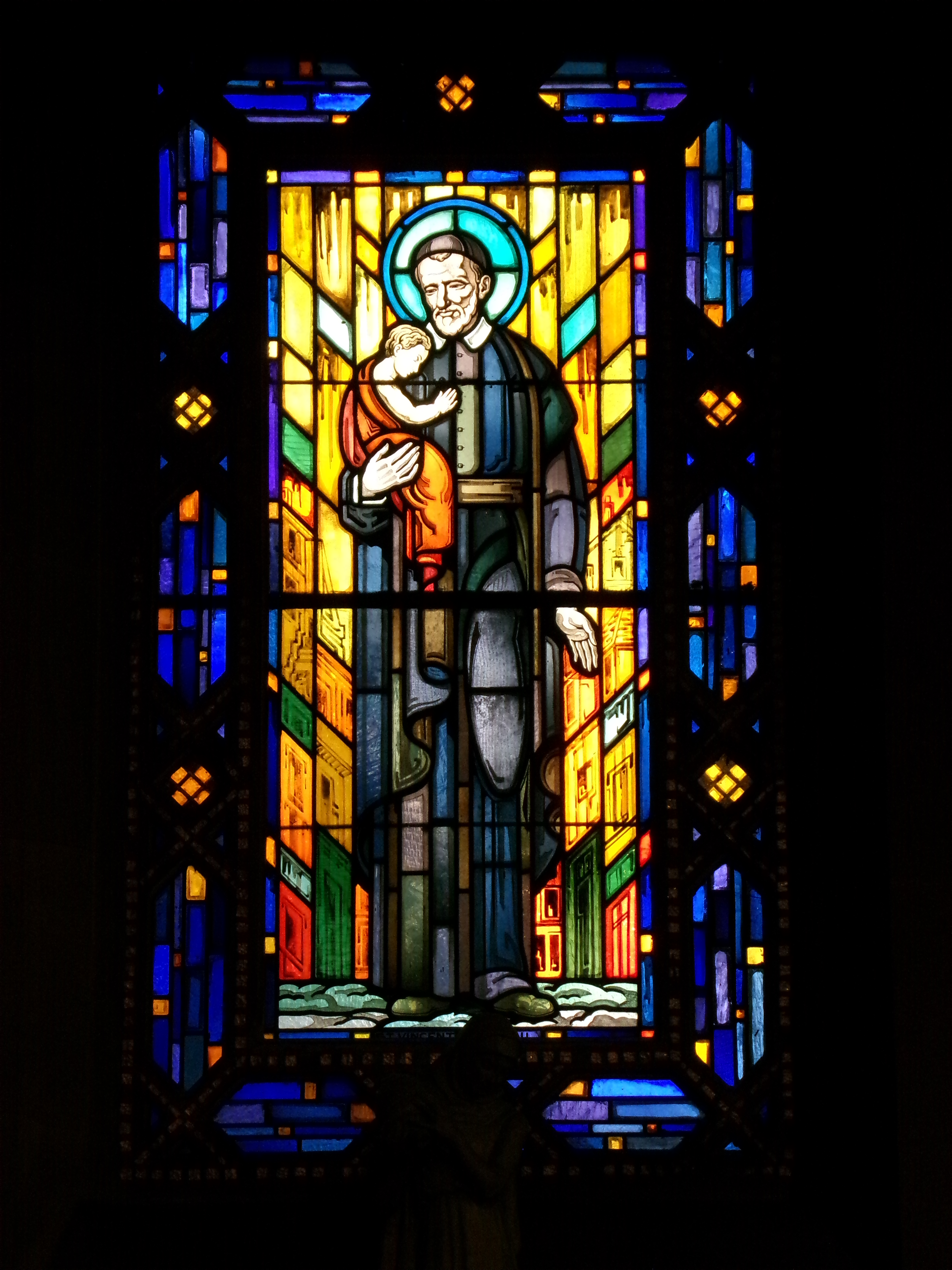
Saint Vincent de Paul